# Terrorisme en 1987

## Événements

### Janvier
- 23 janvier, Turquie : un attentat du Parti des travailleurs du Kurdistan dans le village d'Ortabağ cause la mort de huit personnes[1].

### Avril
- 21 avril, Sri Lanka : un attentat des Tigres Tamouls à la gare routière de Colombo fait cent treize morts et plus de trois cents blessés[2],[3],[4].

### Juin
- 19 juin, Espagne : un attentat à la voiture piégée sur le parking du centre commercial Hipercor à Barcelone, revendiqué par ETA, fait vingt-et-un morts et quarante-cinq blessés. Il s'agit de l'attentat le plus meurtrier jamais commis par l'organisation terroriste basque : la zone n'avait pas été évacuée malgré une alerte à la bombe[5].

### Juillet
- 5 juillet, Sri Lanka : un attentat au camion piégé, le premier attentat-suicide revendiqué par les Tigres Tamouls, dans un camp militaire de la péninsule de Jaffna fait dix-huit morts[6]. Entre 1980 et 2001, les Tigres Tamouls sont responsables de soixante-quinze attentats-suicides au Sri Lanka[6].

### Novembre
- 8 novembre, Irlande du Nord : un attentat de l'IRA provisoire contre un monument aux morts à Enniskillen fait onze morts et soixante-huit blessés[7].
- 29 novembre, Corée du Sud : l'explosion du vol 858 Korean Air au-dessus de la Birmanie, fait cent quinze morts[8]. Les explosifs ont été placés dans l'avion par deux agents nord-coréens[9].

### Décembre
- 11 décembre, Espagne : un attentat à la voiture piégée près d'une caserne de la Guardia Civil à Saragosse, revendiqué par ETA, fait onze morts, dont cinq enfants, et plus de soixante blessés[10],[11],[5].